# Tegwen Oates
Pour les articles homonymes, voir Oates.
Tegwen Oates, née en 2003, est une grimpeuse sud-africaine.

## Biographie
Elle remporte la médaille de bronze en combiné aux Championnats d'Afrique d'escalade 2020 au Cap.

## Palmarès

### Championnats d'Afrique
- 2020 au Cap,  Afrique du Sud
  -  Médaille de bronze en combiné